# Decussis

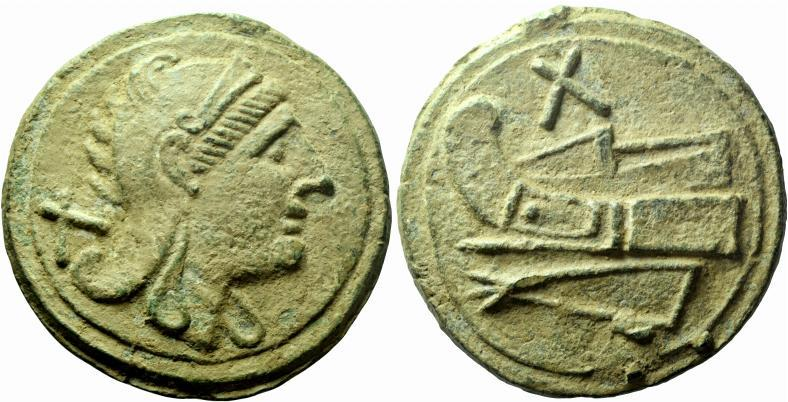
Decussis fundido en Roma c. 215 a. C. Diámetro: 110 mm. Peso: 1.075 g. Anv. Cabeza de Roma. Rev. Proa de galera. Marca de valor: X en las dos caras.

El decussis (voz latina que proviene de decem, "diez") fue una moneda de bronce de la Antigua Roma fabricada por fundición, emitida por la República con un valor de 10 ases.

## Historia
El decussis probablemente nunca desempeñó un papel relevante en la política monetaria romana y, al igual que otros múltiplos del as en bronce como el tressis, fue abandonado, poco después de su emisión, tras la aparición del denario de plata, que tenía un tamaño y peso más manejables y con el que comparte el valor de diez ases. Es probable que su existencia se sitúe en la época de la segunda guerra púnica (218-201 a. C.), hacia el año 215 a. C., al mismo tiempo que el quincussis (5 ases).
El decussis es la denominación más grande dentro de las grandes y pesadas monedas de bronce fundido de las primeras series de la época republicana. Su peso, sin embargo, de alrededor de un kilogramo, es sensiblemente inferior al que le correspondería en ese sistema, debido a la crisis generada después de la derrota de este conflicto, de la misma manera que se produjo con la riqueza en plata de los cuadrigatos de la época, que también se vio disminuida.
Hasta la fecha, sólo se ha encontrado un único tipo de esta moneda, tan poco común, acuñada en Roma. El anverso representa la cabeza de la diosa Roma, detrás de la cual se encuentra la marca de valor X (la designación romana del número 10). En el reverso aparece una proa de galera de guerra apuntando hacia la izquierda, encima de la cual está, de nuevo, la marca de valor.
Su  nombre aparece en la Lex Aternia Tarpeia del 454 a. C.
Solo se conservan 4 ejemplares, de los cuales, tres están en museos y el cuarto está en manos privadas, que se subastó en 2010 por una importante cantidad de dinero.